# Cenonovaculina siamensis
Cenonovaculina siamensis — вид двостулкових молюсків родини Pharidae. Прісноводний вид. Мешкає в басейні річок Бангпаконг і Пасак у Таїланді та дельті Меконгу у В'єтнамі.